# 돈커부트 F22
돈커부트 F22(네덜란드어: Donkervoort F22)는 돈커부트에서 2023년에 생산 예정인 스포츠카이다.

## 배경
돈커부트는 1978년 로터스 세븐의 복제품을 만들기 시작한 네덜란드의 스포츠카 메이커이다. F22까지 돈커부트의 각각의 후속 모델은 더 강력한 파워트레인과 더 강력한 서스펜션과 같은 기타 수정을 통해 원래 모델의 일종의 수정/진화였다. 설립자인 데니스 돈커부트가 암코 리나츠의 지도하에 돈커부트 기술 이사 조르디 위어스마와 함께 설계한 F22는 돈커부트의 첫 자체 설계이며 선행 차량인 D8 GTO와 단일 부품을 공유하지 않는다. 중량 감소에 상당한 노력을 기울였다. 섀시는 전체가 탄소 섬유로 만들어졌으며 스틸 튜브 스페이스 프레임도 탄소 섬유로 덮여 있다. 탄소 섬유 부품의 양도 D8 GTO의 98개에서 54개로 줄였다. 차명인 F22는 록히드 마틴 F-22 랩터와 관련이 없으며 대신 2022년 5월 22일에 출생한 데니스 돈커부트의 장녀인 필리파의 이름을 따서 명명되었다.